# Targa Florio 1913

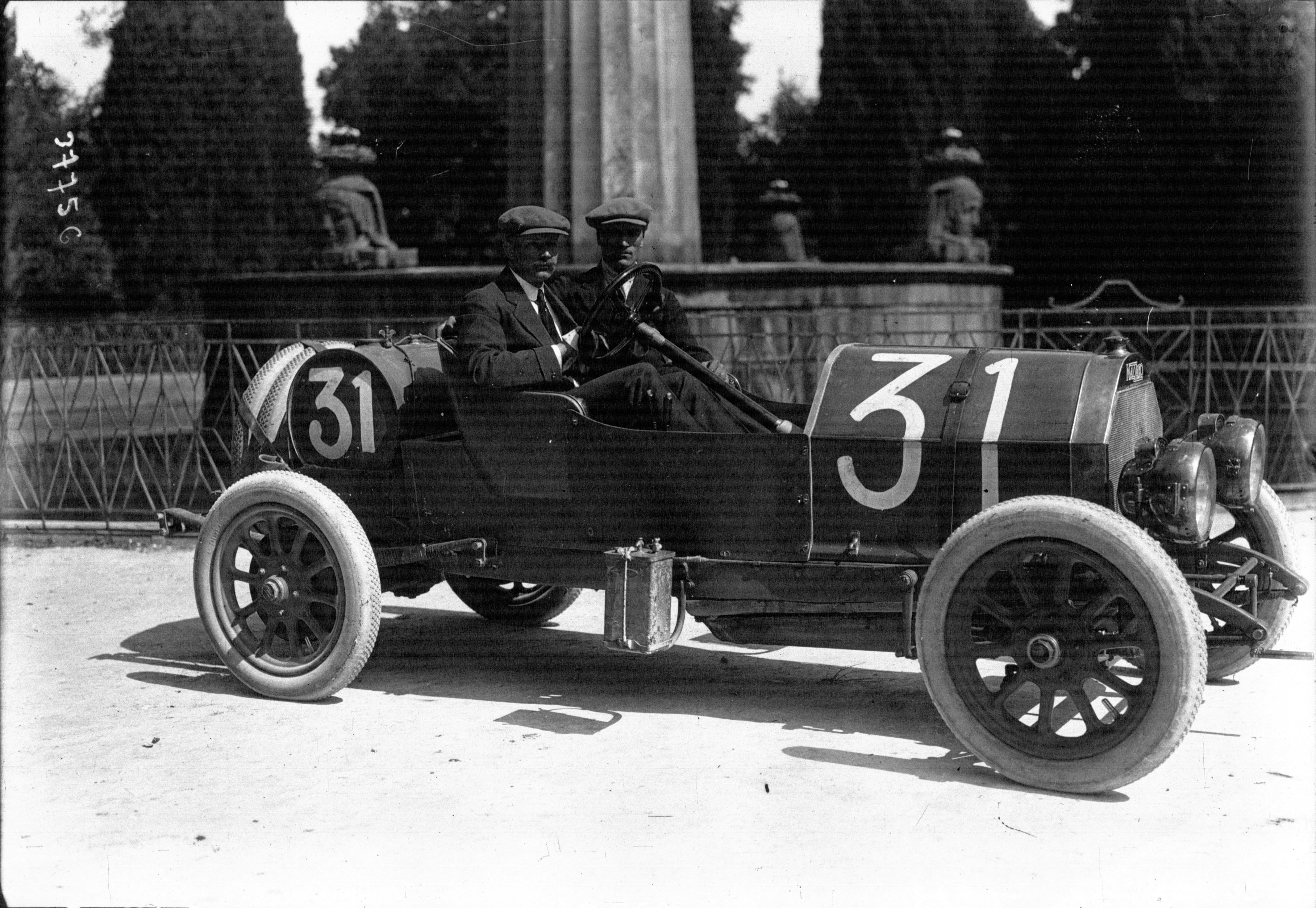
Rennsieger Felice Nazzaro in seinem Eigenbau

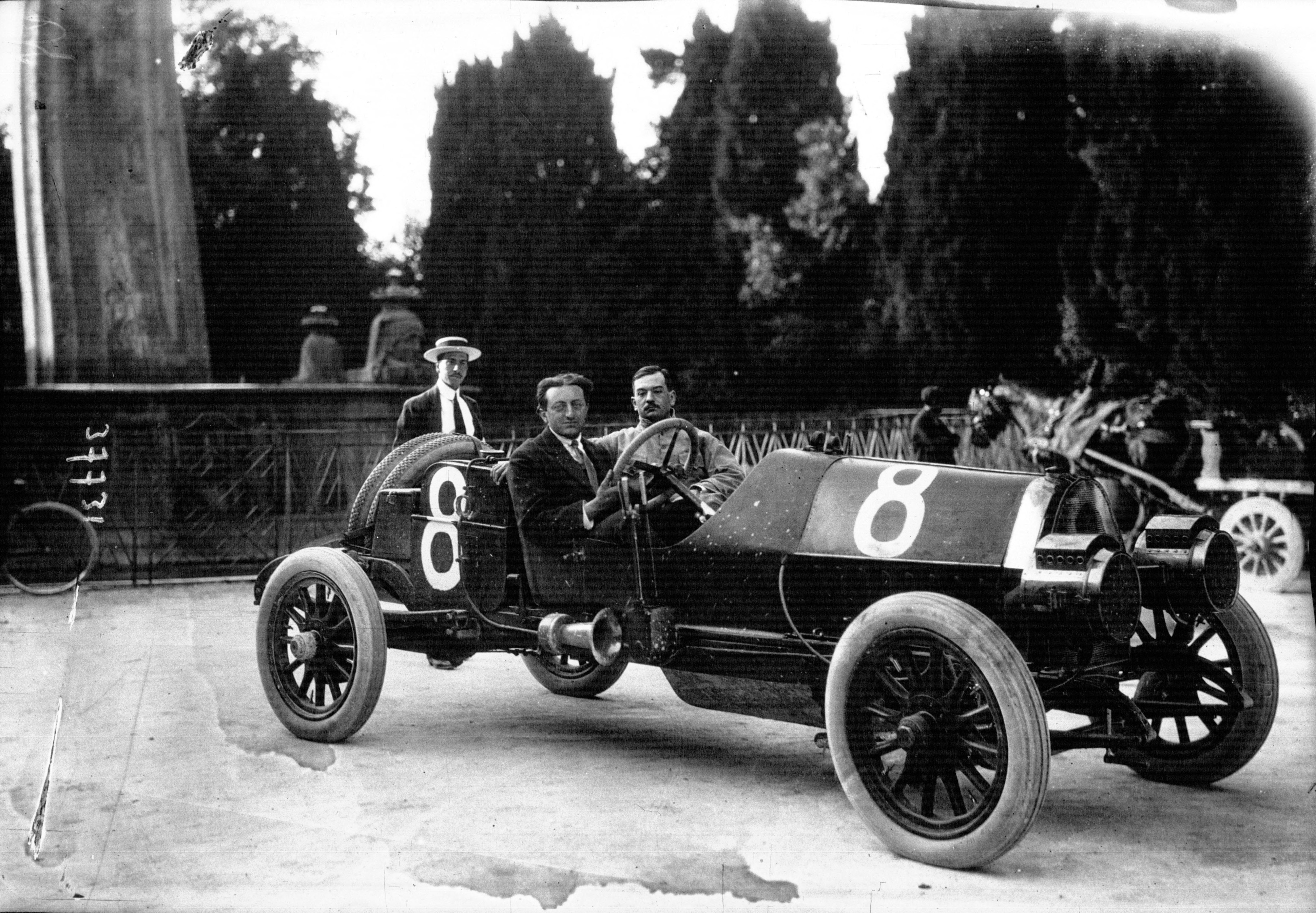
Der zweitplatzierte Giovanni Marsaglia im Aquila Italiana 30/45 HP/4.2 vor dem Rennstart

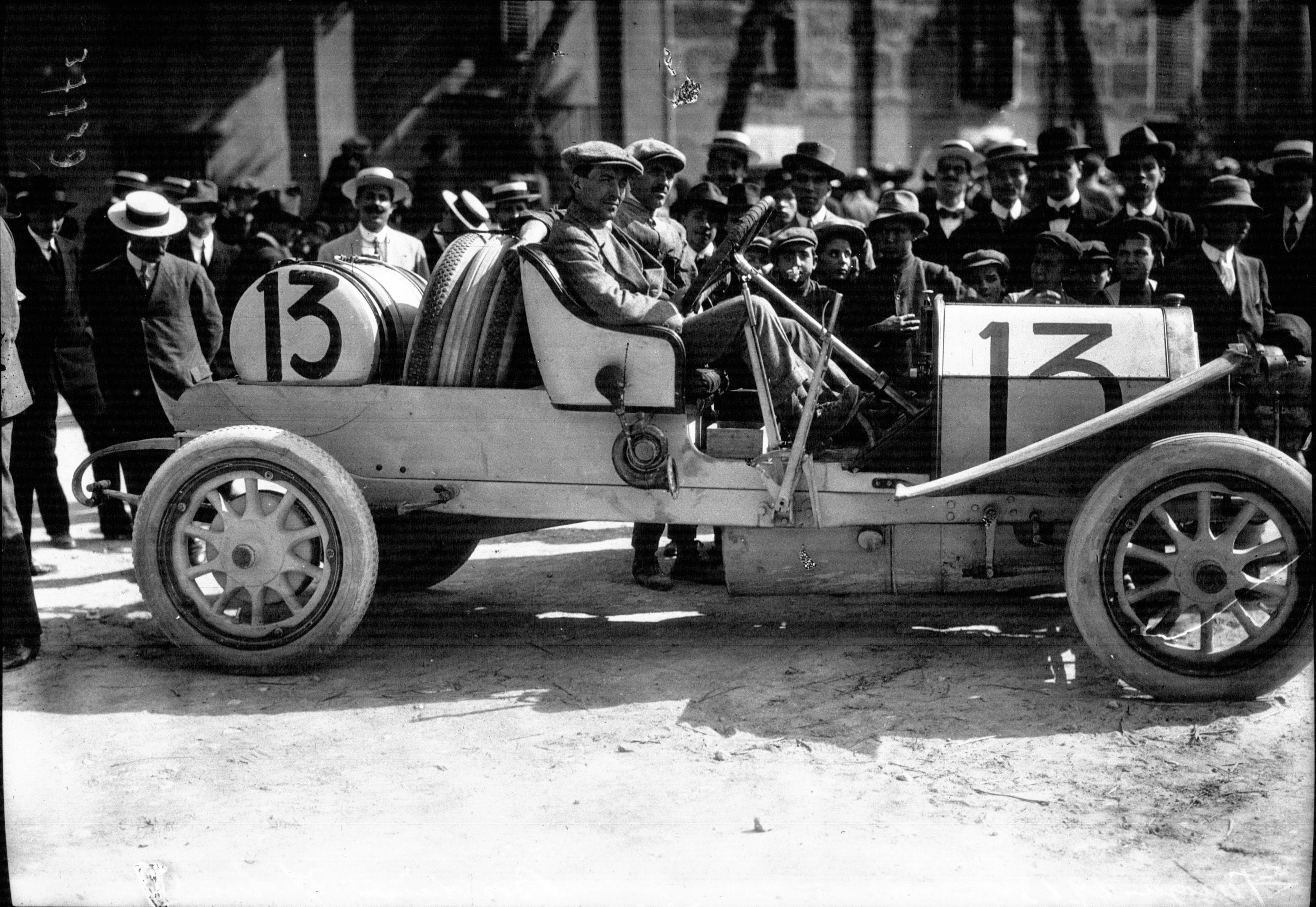
Pietro Bordino gab auf einen Lancia sein Renndebüt

Die achte Targa Florio, auch VIII Targa Florio, war ein Straßenrennen auf Sizilien und fand am 11. und 12. Mai 1913 statt. Gleichzeitig war das Rennen der zweite Giro di Sicilia, auch 2° Giro di Sicilia.

## Das Rennen

### Die Route
Palermo – Ficarazzi – Bagheria – Santa Flavia – Trabia – Termini Imerese – Cerda – Campofelice di Fitalia – Cefalù – Santo Stefano di Camastra – Sant’Agata di Militello – Capo d’Orlando – Brolo – Gioiosa Marea – Patti – Barcellona Pozzo di Gotto – Merì – Spadafora – Messina – Scaletta Zanclea – Santa Teresa di Riva – Giardini-Naxos – Giarre – Acireale – Catania – Lentini – Syrakus – Avola – Noto – Rosolini – Ispica – Modica – Ragusa – Comiso – Vittoria – Gela – Licata – Palma di Montechiaro – Agrigent – Porto Empedocle – Siculiana – Montallegro – Ribera – Sciacca – Menfi – Castelvetrano – Campobello di Mazara – Mazara del Vallo – Marsala – Paceco – Trapani – Salemi – Calatafimi Segesta – Alcamo – Partinico – Terrasini – Capaci – Sferracavallo – Mondello – Palermo

### Teams, Hersteller und Fahrer
Wie 1912 war die Targa Florio auch 1913 fast 1000 Kilometer lang, rund um die größte Insel des Mittelmeers. 1912 waren die Fahrer mindestens 24 Stunden unterwegs, um Sizilien einmal zu umrunden. Die Siegerzeit von Cyril Snipe im Scat 25/35 HP/4.7 betrug 23:37:19,8 Stunden. Der langsamste Fahrer fuhr beinahe zwei Tage, ehe er das Ziel erreichte. Die lange Fahrzeit führte 1913 zu einer Änderung des Ablaufs bei gleicher Fahrstrecke. Das Rennen wurde in zwei Tagesetappen aufgeteilt, wobei am ersten Tag fast zwei Drittel der Distanz zu absolvieren war. Diese Maßnahme verhinderte auch, dass die beifahrenden Mechaniker während des Rennens das Steuer übernahmen. 1912 ließen viele Piloten die Beifahrer stundenlang ans Steuer, obwohl es vom Reglement nicht gedeckt war. 
33 Meldungen gingen beim Organisationsbüro in der Villino Florio in Palermo ein. Die Società Ceirano Automobili Torino, Hersteller der Siegerwagen der letzten beiden Veranstaltungen, meldete drei Wagen für Cyril Snipe, Ernesto Ceirano und Ernesto Barraja. Felice Nazzaro, der die Targa Florio 1907 auf einem Fiat 28/40 HP/7.4 gewonnen hatte, gründete 1911 mit Partner ein eigenes Unternehmen. Die Nazzaro & C., Fabbrica Automobili produzierte neben einem Straßenmodell vor allem Rennwagen. Bei der Targa Florio fuhr Nazzaro einen Tipo 2 mit 4,4-Liter-Vierzylindermotor. Ein zweiter Werkswagen wurde Silvio Musmeci anvertraut. 
Erstmals bei der Targa Florio am Start waren Rennwagen von Minerva Motors, Aquila Italiana, Storero Fabbrica Automobili (mit Ferdinando Minoia am Steuer), Officine Meccaniche De Vecchi und der Flanders Motor Company. In einem Lancia gab Pietro Bordino sein Renndebüt.

### Der Rennverlauf
Auf der langen ersten Etappe fuhr Giovanni Marsaglia im Aquila Italiana 30/45 HP/4.2 die beste Zeit. Nach einer Fahrzeit von 13:04:13,2 Stunden lag der er 30 Minuten vor Felice Nazzaro und weitere 20 Minuten vor Pietro Bordino in Führung. Während Bordino am folgenden Tag nach einem Unfall und danach notwendiger Reparatur vier Stunden Zeit verlor und Marsaglia nach Reifenschäden mehrmals auf offener Strecke anhalten musste, fuhr Felice Nazzaro ohne technische Probleme zu seinem zweiten Targa-Florio-Gesamtsieg.

## Ergebnisse

### Schlussklassement
| 1           |  | 31 | Nazzaro & C., Fabbrica Automobili | Felice Nazzaro            | Nazzaro Tipo 2/4.4           | 19:18:40,600 |
| 2           |  | 8  | Fabbrica d’Automobili Aquila      | Giovanni Marsaglia        | Aquila Italiana 30/45 HP/4.2 | 20:43:49,200 |
| 3           |  | 36 | Officine Meccaniche De Vecchi     | Alberto Marani            | De Vecchi 23/35 HP/5.7       | 21:44:03,200 |
| 4           |  | 23 |                                   | Berra                     | De Dion-Bouton               | 22:22:56,200 |
| 5           |  | 12 | Giuseppe Giordano                 | Giuseppe Giordano         | Fiat                         | 22:26:04,800 |
| 6           |  | 33 | Officine Meccaniche De Vecchi     | Ugo Sivocci               | De Vecchi 23/35 HP/5.7       | 22:47:31,800 |
| 7           |  | 11 | Luigi Lopez                       | Luigi Lopez               | Overland                     | 23:12:42,800 |
| 8           |  | 13 | Pietro Bordino                    | Pietro Bordino            | Lancia                       | 23:43:26,000 |
| 9           |  | 27 | Angelo Diana                      | Angelo Diana              | Isotta Fraschini             | 23:45:50,200 |
| 10          |  | 1  | Giovanni Stabile                  | Giovanni Stabile          | Minerva                      | 23:59:46,200 |
| 11          |  | 20 |                                   | Turner                    | Renault                      | 24:30:41,600 |
| 12          |  | 25 | Luigi De Prosperis                | Luigi De Prosperis        | Sigma Knight/2.6             | 26:39:12,600 |
| Ausgefallen |  |    |                                   |                           |                              |              |
| 13          |  | 35 | Salvatore Comella                 | Salvatore Comella         | Flanders 20 HP/2.5           |              |
| 14          |  | 7  | Società Ceirano Automobili Torino | Cyril Snipe               | Scat 25/35 HP/4.7            |              |
| 15          |  | 37 | Agostino Garetto                  | Agostino Garetto          | Scat 25/35 HP/4.7            |              |
| 16          |  | 28 |                                   | Chiesa                    | Sigma                        |              |
| 17          |  | 30 | Gaetano Napoli                    | Gaetano Napoli            | Metz 22 HP                   |              |
| 18          |  | 9  | Società Ceirano Automobili Torino | Ernesto Ceirano           | Scat 25/35 HP/4.7            |              |
| 19          |  | 18 | Giuseppe Baldoni                  | Giuseppe Baldoni          | Lancia                       |              |
| 20          |  | 10 | Società Ceirano Automobili Torino | Ernesto Barraja           | Scat 25/35 HP/4.7            |              |
| 21          |  | 14 | Giuseppe Trombetta                | Giuseppe Trombetta        | Fiat                         |              |
| 22          |  | 2  | Eugenio Beria d’Argentine         | Eugenio Beria d’Argentine | Aquila Italiana              |              |
| 23          |  | 16 | Antonio Fracassi                  | Antonio Fracassi          | Ford T/2.9                   |              |
| 24          |  | 26 | Norman Olsen                      | Norman Olsen              | Aquila Italiana              |              |
| 25          |  | 29 | Costantino Trombetta              | Costantino Trombetta      | Fiat 20/30 HP/4.4            |              |
| 26          |  | 5  | Oreste Tangazzi                   | Oreste Tangazzi           | Fiat                         |              |
| 27          |  | 15 | Antonio Sofia                     | Antonio Sofia             | Ford T/2.9                   |              |
| 28          |  | 17 | Nazzaro & C., Fabbrica Automobili | Silvio Musmeci            | Nazzaro Tipo 2/4.4           |              |
| 29          |  | 24 | Storero Fabbrica Automobili       | Ferdinando Minoia         | Storero B20/30 HP/3.7        |              |
| 30          |  | 4  | Raimondo Conti                    | Raimondo Conti            | Isotta Fraschini             |              |
| 31          |  | 3  | Júlio de Moraes                   | Júlio de Moraes           | Fiat                         |              |
| 32          |  | 34 | Guglielmo Inglese                 | Guglielmo Inglese         | Mercedes                     |              |
| 33          |  | 32 | Mario Negri                       | Mario Negri               | Itala                        |              |

### Nur in der Meldeliste
Zu diesem Rennen sind keine weiteren Meldungen bekannt.

### Klassensieger
Zu diesem Rennen sind keine Klassensieger bekannt.

### Renndaten
- Gemeldet: 33
- Gestartet: 33
- Gewertet: 12
- Rennklassen: keine
- Zuschauer: unbekannt
- Wetter am Renntag: trocken und heiß
- Streckenlänge: 979,000 km
- Fahrzeit des Siegerteams: 19:18:40,600 Stunden
- Gesamtrunden des Siegerteams: 1
- Gesamtdistanz des Siegerteams: 979,000 km
- Siegerschnitt: 50,695 km/h
- Schnellste Trainingszeit: keine
- Schnellste Rennrunde: keine
- Rennserie: zählte zu keiner Rennserie